# گیرنده رتینوئید
گیرنده‌های رتینوئید (انگلیسی: Retinoid receptor) گروهی از گیرنده‌های هسته‌ای هستند که پس از اتصال به رتینوئید همچون فاکتور رونویسی عمل می‌کنند و بیان ژن‌ها و اَعمال ناشی از آنان را تغییر می‌دهند.
دانشمندان توانسته‌اند به تجویز اسیدهای چرب امگا ۳ ایکوزاپنتانوییک اسید (EPA) و دوکوزاهگزانوئیک اسید (DHA)، افت شدید ناشی از افزایش سنِ این گیرنده‌ها را در پیشامغز موش‌های آزمایشگاهی خنثی کرده و بازگردانند، که منجر به حفظ عصب‌زایی می‌گردد.
زیرگروه‌های گیرنده‌های رتینوئید شامل موارد زیر است:
- گیرنده اسید رتینوئیک یا (RAR)
- گیرنده رتینوئید ایکس یا (RXR)
- گیرنده یتیم مرتبط با RAR یا (ROR)